# Euochin pingbian
Espèce
Euochin pingbian est une espèce d'araignées aranéomorphes de la famille des Salticidae.

## Distribution
Cette espèce est endémique du Yunnan en Chine,. Elle se rencontre dans le xian de Pingbian.

## Description
La carapace du mâle holotype mesure 1,513 mm et l'abdomen 1,224 mm et la carapace de la femelle paratype 1,540 mm et l'abdomen 1,224 mm.

## Systématique et taxinomie
Cette espèce a été décrite par Wang, Yu et Zhang en 2024.

## Étymologie
Son nom d'espèce lui a été donné en référence au lieu de sa découverte, le xian de Pingbian.

## Publication originale
- Wang, Yu & Zhang, 2024 : « On a new genus and twelve new species of jumping spiders from southwestern China (Araneae, Salticidae, Salticinae, Euophryini). » Zootaxa, no 5538(1), p. 201-232.